# Balteus
El balteus és la paraula llatina que identifica el baldric o cinturó militar dels soldats romans d'on penjava l'espasa.

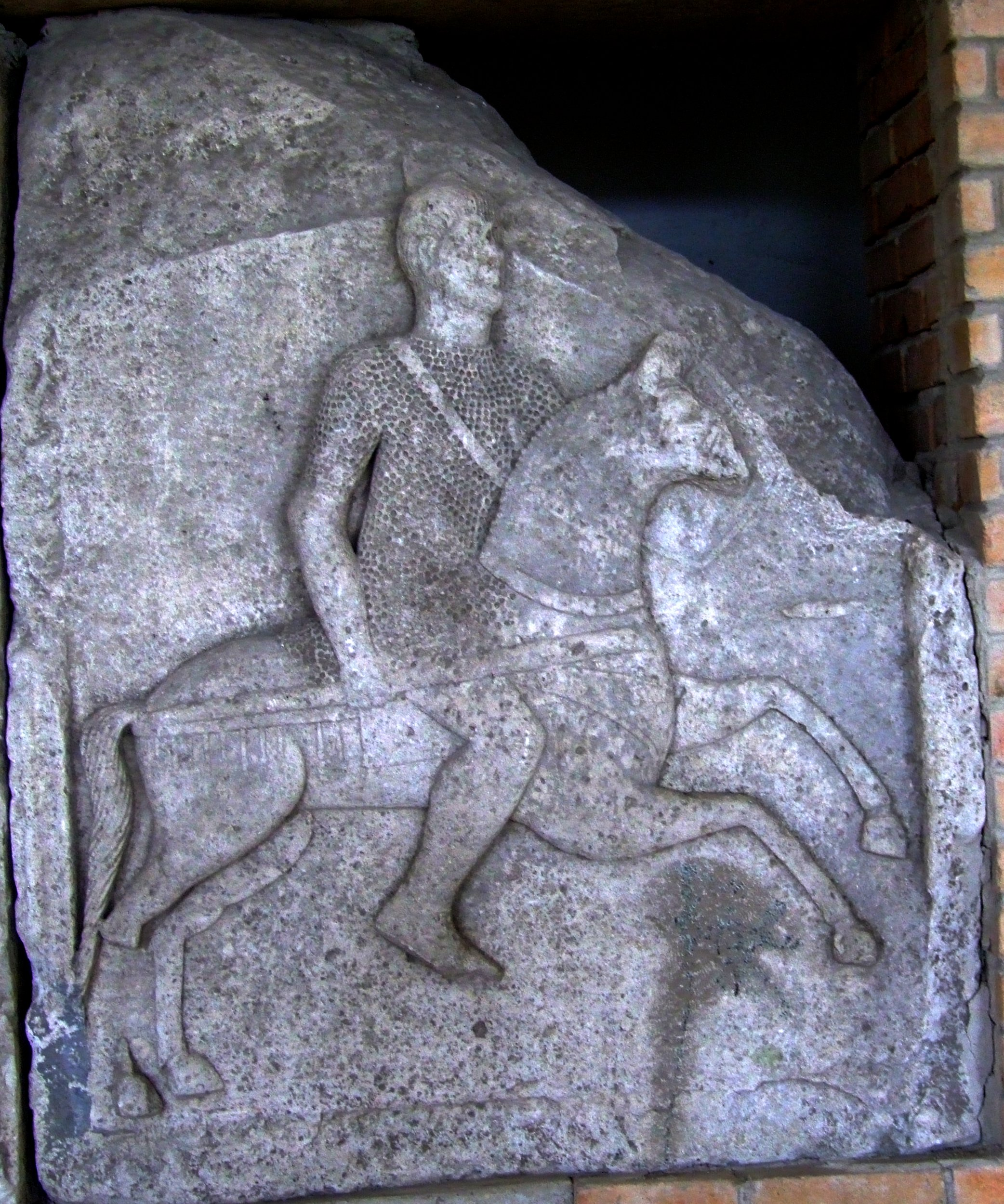
Balteus sobre l'espatlla dreta del soldat

Els romans podien subjectar les seves espases al cingulum (cinturó), o bé per un balteus, que de vegades passava de l'espatlla dreta a la banda esquerra o més habitualment de l'espatlla esquerra al costat dret, com es pot observar habitualment a les representacions de les figures militars als monuments públics dels temps de l'Imperi. La segona posició era l'adequada per una espasa (gladius) curta, però les espases llargues s'havien de portar a l'esquerra per poder-les treure amb la dreta.
Els balteus romans estaven ricament ornamentats, fins i tot amb metalls preciosos, i tenien tanques molt sofisticades. Tàcit diu que els soldats rasos podien tenir els balteus adornats amb plata. Els cinturons dels emperadors eren tan magnífics que es van crear un oficial especial, el baltearius, que els tenia al seu càrrec al palau imperial.
També s'usava el balteus per altre finalitats que les purament militars, com per exemple per aguantar la lira quan es tocava, o per portar-hi amulets penjats.